# Playa de La Roqueta
La playa de La Roqueta es una playa de arena del municipio de Guardamar del Segura en la provincia de Alicante (España).
Esta playa limita al norte con la playa Centro y al sur con la playa el Moncayo y tiene una longitud de 1180 m, con una amplitud de 35 m.
Se sitúa en un entorno urbano, disponiendo de acceso por calle. Cuenta con paseo marítimo y aparcamientos delimitados. Dispone de acceso para personas con discapacidad. Es una playa con zona balizada para la salida de embarcaciones.
Esta playa cuenta con el distintivo de Bandera Azul desde 1987.
- Datos: Q6078833